# Phân chia Bắc-Nam

Bản đồ thể hiện gần đúng các khu vực theo phân chia Bắc–Nam truyền thống. Các quốc gia tô màu đỏ nằm trong nhóm "Nam toàn cầu", màu xanh là Bắc toàn cầu".

Khái niệm về Bắc toàn cầu và Nam toàn cầu (Tiếng Anh: Global North và Global South) hoặc phân chia Bắc–Nam (North–South divide) trong bối cảnh toàn cầu, được dùng để mô tả một nhóm các quốc gia theo các đặc điểm về chính trị và kinh tế xã hội. Nam toàn cầu là một thuật ngữ thường được dùng để chỉ các quốc gia ở khu vực Mĩ – La-tinh, châu Phi, châu Á và châu Đại Dương. Phần lớn con người sinh sống ở Nam toàn cầu. Nhiều quốc gia ở Nam toàn cầu được đặc trưng bởi thu nhập thấp, mật độ dân số cao, cơ sở vật chất kém, thường có sự thiệt thòi về văn hoá hoặc chính trị, và nằm hết về một bên; trong khi bên còn lại là Bắc toàn cầu, gồm Hoa Kỳ, Anh, Canada, châu Âu, Nga, Thổ Nhĩ Kì, Israel, Hồng Kông, Ma Cao, Nhật Bản, Hàn Quốc, Singapore, Đài Loan, Úc, New Zealand và một số quốc gia khác tuỳ vào ngữ cảnh. Vì thế, các thuật ngữ Bắc toàn cầu và Nam toàn cầu không đề cập đến phương hướng Bắc–Nam và phần lớn các quốc gia đều có vị trí địa lý nằm ở Bắc Bán cầu.
Bắc toàn cầu chủ yếu bao gồm phương Tây và Thế giới thứ nhất, cùng với phần lớn Thế giới thứ hai. Trong khi Bắc toàn cầu có thể được định nghĩa là khu vực phát triển hơn, và Nam toàn cầu là vùng nghèo, kém phát triển. 95% khu vực Bắc toàn cầu có đủ thức ăn và nơi trú ẩn.  Tương tự như vậy, 95% Bắc toàn cầu có một hệ thống giáo dục hoạt động. Ở Nam toàn cầu, mặt khác, chỉ có 5% dân số có đủ thức ăn và nơi trú ẩn. Nó "thiếu công nghệ phù hợp, nó không có ổn định chính trị, các nền kinh tế đang chia cắt, và nguồn thu ngoại tệ của họ phụ thuộc vào sản phẩm xuất khẩu chính".
Về mặt kinh tế, Bắc toàn cầu – với một phần tư dân số thế giới – kiểm soát bốn phần năm tổng số thu nhập. 90% của ngành công nghiệp sản xuất được sở hữu và nằm ở phía Bắc. Ngược lại, Nam toàn cầu – với ba phần tư dân số thế giới – chiếm một phần năm tổng thu nhập cung cấp nguồn nguyên liệu cho phía Bắc, "mong muốn có được cơ sở tài nguyên độc lập của riêng mình... do phần lớn Nam toàn cầu từng nằm dưới sự thống trị của chế độ thực dân" giữa năm 1850 và năm 1914. Các quốc gia phát triển có thể trở thành một phần của Bắc toàn cầu, bất kể vị trí địa lý, trong khi các quốc gia khác mà không đủ điều kiện cho tình trạng "phát triển" có thể coi là một phần của Nam toàn cầu.

## Định nghĩa
| 0.800–1.000 (rất cao) 0.700–0.799 (cao) 0.550–0.699 (trung bình) | 0.350–0.549 (thấp) Không có dữ liệu |

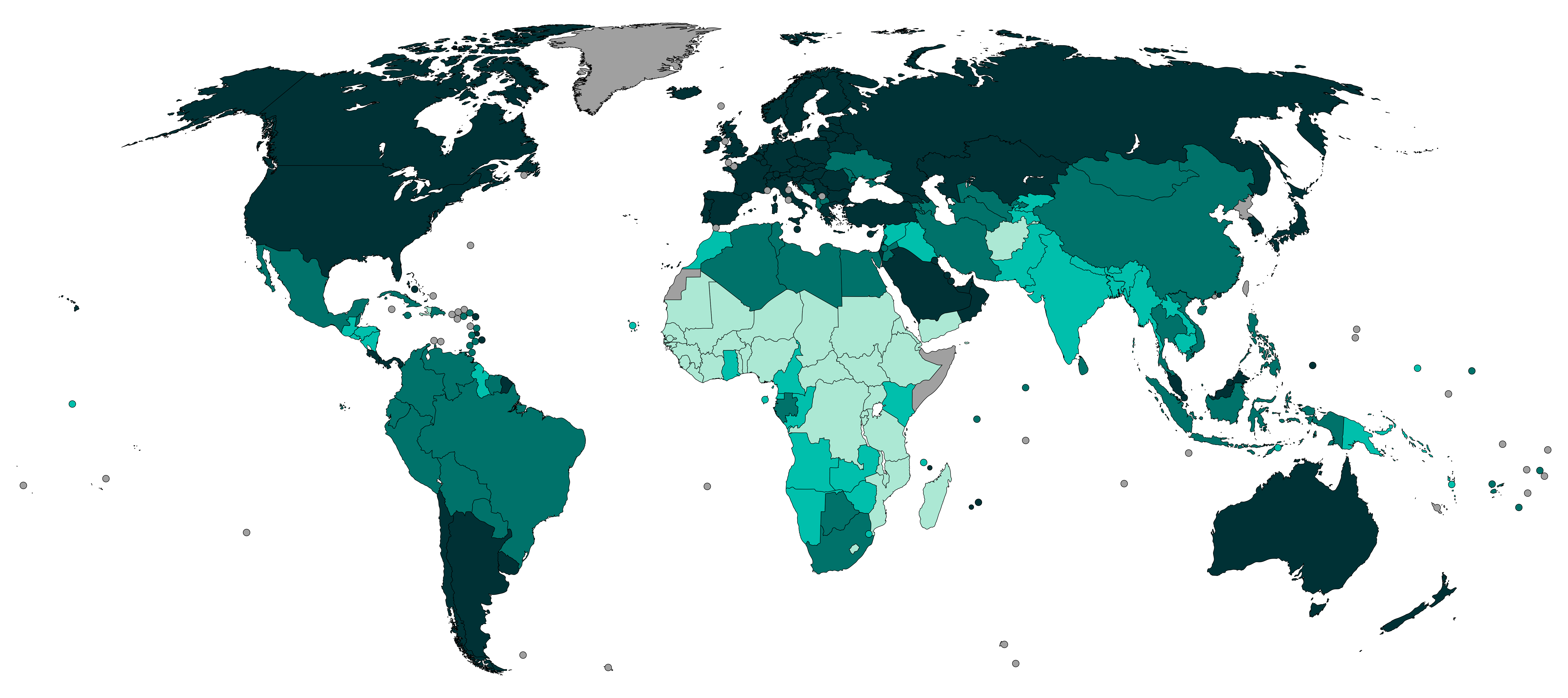
Bản đồ thế giới thể hiện phân loại Chỉ số phát triển con người (dựa trên dữ liệu năm 2019, xuất bản năm 2020)

Các thuật ngữ này không hoàn toàn mang tính địa lí, và không phải là "hình ảnh thế giới được chia bằng đường xích đạo, ngăn cách các nước giàu và các nước nghèo." Thay vào đó, địa lý nên được hiểu dễ dàng hơn là kinh tế và sự di cư, thế giới được nhìn nhận thông qua "ngữ cảnh rộng hơn về toàn cầu hoá hoặc tư bản toàn cầu."
Nhìn chung, định nghĩa của Bắc toàn cầu không hẳn là một thuật ngữ địa lý, và nó bao gồm các quốc gia và khu vực chẳng hạn như Úc, Canada, toàn bộ châu Âu và Nga, Hồng Kông, Ma Cao, Israel, Nhật Bản, New Zealand, Singapore, Hàn Quốc và Hoa Kỳ. Nam toàn cầu được tạo thành từ châu Phi, Mĩ – La-tinh và vùng Caribe, các đảo Thái Bình Dương và châu Á, ngoại trừ Israel, Nhật Bản, và Hàn Quốc. Nó thường được coi là quê hương của Brasil, Ấn Độ, Indonesia và Trung Quốc. Những nước này, cùng với Nigeria và México, là những quốc gia phía Nam có dân số diện tích lớn nhất.
Một phần rất lớn các nước Nam toàn cầu nằm trong hoặc nằm gần khu vực nhiệt đới.
Thuật ngữ Bắc toàn cầu và Nam toàn cầu thường được sử dụng thay cho các cụm từ lần lượt là các nước phát triển và các nước đang phát triển.